# Campeonato Mundial de Natação em Piscina Curta de 2018 - 200 m costas masculino
A prova dos 200 metros nado costas masculino do Campeonato Mundial de Natação em Piscina Curta de 2018 foi disputado no dia 16 de dezembro de 2018, no Hangzhou Sports Park Stadium, em Hangzhou, na China. 

## Recordes
Antes desta competição, os recordes mundiais e do campeonato nesta prova eram os seguintes:
|                       | Nome         | Nacionalidade  | Tempo   | Local  | Data                   |
| --------------------- | ------------ | -------------- | ------- | ------ | ---------------------- |
| Recorde mundial       | Mitch Larkin | Austrália      | 1:45.63 | Sydney | 27 de novembro de 2015 |
| Recorde do campeonato | Ryan Lochte  | Estados Unidos | 1:46.68 | Dubai  | 19 de dezembro de 2010 |

## Medalhistas
| Ouro               | Prata             | Bronze                                      |
| Evgeny Rylov (RUS) | Ryan Murphy (USA) | Radosław Kawęcki (POL) · Mitch Larkin (AUS) |

## Resultados

### Eliminatórias
As eliminatórias ocorreram dia 16 de dezembro com um total de 39 nadadores. 
| Colocação | Bateria | Raia | Nadador                 | Nacionalidade            | Tempo     | Notas  |
| --------- | ------- | ---- | ----------------------- | ------------------------ | --------- | ------ |
| 1         | 3       | 1    | Ryan Murphy             | Estados Unidos           | 1:49.26   | Q      |
| 2         | 4       | 5    | Mitch Larkin            | Austrália                | 1:49.55   | Q      |
| 3         | 4       | 4    | Radosław Kawęcki        | Polónia                  | 1:50.05   | Q      |
| 4         | 2       | 5    | Evgeny Rylov            | Rússia                   | 1:50.11   | Q      |
| 5         | 3       | 5    | Christian Diener        | Alemanha                 | 1:50.31   | Q, RET |
| 6         | 3       | 3    | Ryosuke Irie            | Japão                    | 1:50.51   | Q      |
| 7         | 3       | 4    | Xu Jiayu                | China                    | 1:50.65   | Q      |
| 8         | 3       | 8    | Jacob Pebley            | Estados Unidos           | 1:50.80   | Q      |
| 9         | 2       | 3    | Hayate Matsubara        | Japão                    | 1:50.99   | Q      |
| 10        | 4       | 3    | Grigoriy Tarasevich     | Rússia                   | 1:51.32   |        |
| 11        | 2       | 1    | Matteo Restivo          | Itália                   | 1:51.58   |        |
| 12        | 4       | 6    | Jorden Merrilees        | Austrália                | 1:51.60   |        |
| 13        | 2       | 6    | Anton Lončar            | Croácia                  | 1:51.79   |        |
| 14        | 2       | 4    | Danas Rapšys            | Lituânia                 | 1:52.25   |        |
| 15        | 4       | 2    | Ádám Telegdy            | Hungria                  | 1:52.48   |        |
| 16        | 3       | 0    | Gabriel Lópes           | Portugal                 | 1:52.66   |        |
| 17        | 1       | 4    | Omar Pinzón             | Colômbia                 | 1:53.07   |        |
| 18        | 2       | 2    | Hugo González           | Espanha                  | 1:53.08   |        |
| 19        | 3       | 2    | Dávid Földházi          | Hungria                  | 1:53.09   |        |
| 20        | 2       | 0    | Apostolos Christou      | Grécia                   | 1:53.20   |        |
| 21        | 1       | 3    | Nils Liess              | Suíça                    | 1:54.55   |        |
| 22        | 4       | 7    | Tomáš Franta            | Chéquia                  | 1:54.78   |        |
| 23        | 3       | 9    | Daniel Martin           | Roménia                  | 1:55.24   |        |
| 24        | 4       | 1    | Bradlee Ashby           | Nova Zelândia            | 1:55.77   |        |
| 25        | 4       | 8    | Tomoe Zenimoto Hvas     | Noruega                  | 1:56.01   |        |
| 26        | 3       | 6    | Mikita Tsmyh            | Bielorrússia             | 1:56.14   |        |
| 27        | 2       | 8    | Chuang Mu-lun           | Taipé Chinesa            | 1:56.66   |        |
| 28        | 1       | 5    | Yeziel Morales Miranda  | Porto Rico               | 1:58.26   |        |
| 29        | 1       | 7    | Matthew Mays            | Ilhas Virgens Americanas | 1:58.99   |        |
| 30        | 4       | 0    | Berk Özkul              | Turquia                  | 1:59.04   |        |
| 31        | 4       | 9    | Lee Ju-ho               | Coreia do Sul            | 1:59.48   |        |
| 32        | 1       | 2    | Driss Lahrichi          | Marrocos                 | 1:59.50   |        |
| 33        | 1       | 6    | Erick Gordillo          | Guatemala                | 1:59.80   |        |
| 34        | 2       | 9    | Armando Barrera Aira    | Cuba                     | 2:00.82   |        |
| 35        | 1       | 8    | Abdulaziz Al-Obaidly    | Catar                    | 2:09.03   |        |
| 36        | 1       | 1    | Andrianirina Lalanomena | Madagáscar               | 2:09.90   |        |
| 37        | 1       | 0    | Joel Gjini              | Albânia                  | 2:20.26   |        |
| 38        | 2       | 7    | Li Guangyuan            | China                    | 9:99.99 ! | DNS    |
| 38        | 3       | 7    | Leonardo de Deus        | Brasil                   | 9:99.99 ! | DNS    |

### Final
A final foi realizada em 16 de dezembro. 
| Colocação         | Raia | Nadador          | Nacionalidade  | Tempo   | Notas |
| ----------------- | ---- | ---------------- | -------------- | ------- | ----- |
| Medalha de ouro   | 6    | Evgeny Rylov     | Rússia         | 1:47.02 |       |
| Medalha de prata  | 4    | Ryan Murphy      | Estados Unidos | 1:47.34 |       |
| Medalha de bronze | 3    | Radosław Kawęcki | Polónia        | 1:48.25 |       |
| 3                 | 5    | Mitch Larkin     | Austrália      | 1:48.25 |       |
| 5                 | 1    | Jacob Pebley     | Estados Unidos | 1:49.72 |       |
| 6                 | 7    | Xu Jiayu         | China          | 1:49.91 |       |
| 7                 | 2    | Ryosuke Irie     | Japão          | 1:50.88 |       |
| 8                 | 8    | Hayate Matsubara | Japão          | 1:51.96 |       |

Legenda
| Recorde mundial       | Recorde mundial (World record)               |                       | Recorde africano                      | Recorde africano (African) |                                           | Q | Classificado por posição (Qualified) |
| Recorde do campeonato | Recorde do campeonato (Championship record)  | Recorde da América    | Recorde da América (Americas)         | q                          | Classificado por melhor tempo (Qualified) |   |                                      |
| Melhor marca do ano   | Melhor marca do ano (World leading)          | Recorde asiático      | Recorde asiático (Asian)              | DNS                        | Não largou (Did not start)                |   |                                      |
| Recorde nacional      | Recorde nacional (National record)           | Recorde europeu       | Recorde europeu (European)            | DNF                        | Não terminou (Did not finish)             |   |                                      |
| Recorde pessoal       | Recorde pessoal do atleta (Personal best)    | Recorde da Oceania    | Recorde da Oceania (Oceania)          | DSQ / DQ                   | Desclassificado (Disqualified)            |   |                                      |
| Recorde da temporada  | Recorde da temporada do atleta (Season best) | Recorde sul-americano | Recorde sul-americano (South America) | NM                         | Sem marca (No mark)                       |   |                                      |